# シボレー・シルバラード
シルバラード（Silverado）は、アメリカの自動車メーカー、ゼネラルモーターズがシボレーブランドで販売するフルサイズピックアップトラックであり、従来のシボレー・C/Kシリーズの後継にあたる。

## 概要
フルサイズピックアップトラックのフォード・Fシリーズに次いで、全米で年間売り上げ2位の自動車である。姉妹車としてGMC・シエラがある。また、フルサイズスポーツ・ユーティリティ・ビークル（SUV）のシボレー・タホ、シボレー・サバーバン、GMC・ユーコン、キャデラック・エスカレード、ハマーH2、そしてフルサイズピックアップトラック型で、アメリカでは、スポーツ・ユーティリティ・トラック（SUT）と呼ばれるタイプのシボレー・アバランチは、シルバラードと車台を共用している。シボレー・シルバラードは1999年に登場したが、姉妹車のGMC・シエラは一世代前の1988年に登場した。初代GMC・シエラについてはシボレー・C/K（4代目）を参照。

## 歴史

### 初代（1999年　- 2007年）
C/Kシリーズの後継として登場。デザインはC/Kシリーズを強く受け継いだものだったが、ボディは丸みを帯びた。C/Kと同様に「CHEVROLET」と後ろに大きく書かれたデザインの仕様も多い。プラットフォームはGMT800系が採用されている。
2001年モデルで、フォードのスーパーデューティーに対抗するため、さらに大型化させたヘビーデューティーシリーズを導入。後輪が左右2輪ずつある3500シリーズや8.1Lエンジンを搭載したものもあった。2002年モデルでフェイスリフトし、シルバラードはより攻撃的なフロントマスクになった。そして2代目が導入された後も、「クラシックシリーズ」としてしばらく生産が継続された。
2002年モデルからクワドラステアがオプションで設定された。これはデルファイが開発した四輪操舵機構であり、トラックの回転半径を大幅に減らし、牽引時の車線変更を改善した。しかし、この高価なオプションの販売は低迷したため、GMは2005年以降クワドラステアを全ラインアップから落とした。
ちなみに、後期仕様はヘッドライトの形状からCat eye（キャットアイ、英語で猫の目という意味）と呼ばれることがある。
同時期に販売されたフォード・F-150 SVTライトニングやダッジ・ラム SRT-10に対抗するために、SSTコンセプトを発表した。6.6lエンジンをベースにチューニングを施したものが搭載され最高出力は487psを発揮。足回り、トランスミッションはコルベットのものが使われ、車高調整機能付きのエアサスを装着している。2003年にこれと同時期に発表したSSコンセプトを2003年モデルとして発売した（出力は345hpに抑えられている）。

### モデル
GMC・シエラC3/デナリ
GMCは2001年、シエラC3と名付けたシエラ1500の上級版を新たに登場させた。325hp (242kW)を発揮する6.0L LQ4 V8エンジンを搭載したAWD車で、そのほか上級装備が盛り込まれた。シエラC3は翌年にシエラデナリに改称されたが、クワドラステアが標準装備された以外は基本的には同一の仕様だった。
シボレー・シルバラードSS
2003年に登場した、シルバラードSSはシボレーによって作られた高性能ピックアップトラックである。シルバラード1500をベースにドライブトレーンや内外装のアップグレードが図られている。6.0L OHV V8は最高出力345hp (257kW) @ 5200rpm、最大トルク380lb・ft (515N・m) @ 4000rpmを発揮した。同エンジンは2代目キャデラック・エスカレードでも使用されている。SSはデビュー当時はAWDが標準であったが、後にRWDのみの構成に変更された。シルバラードSSはまたZ60パフォーマンスサスペンションと20インチクロームホイールを装着している。

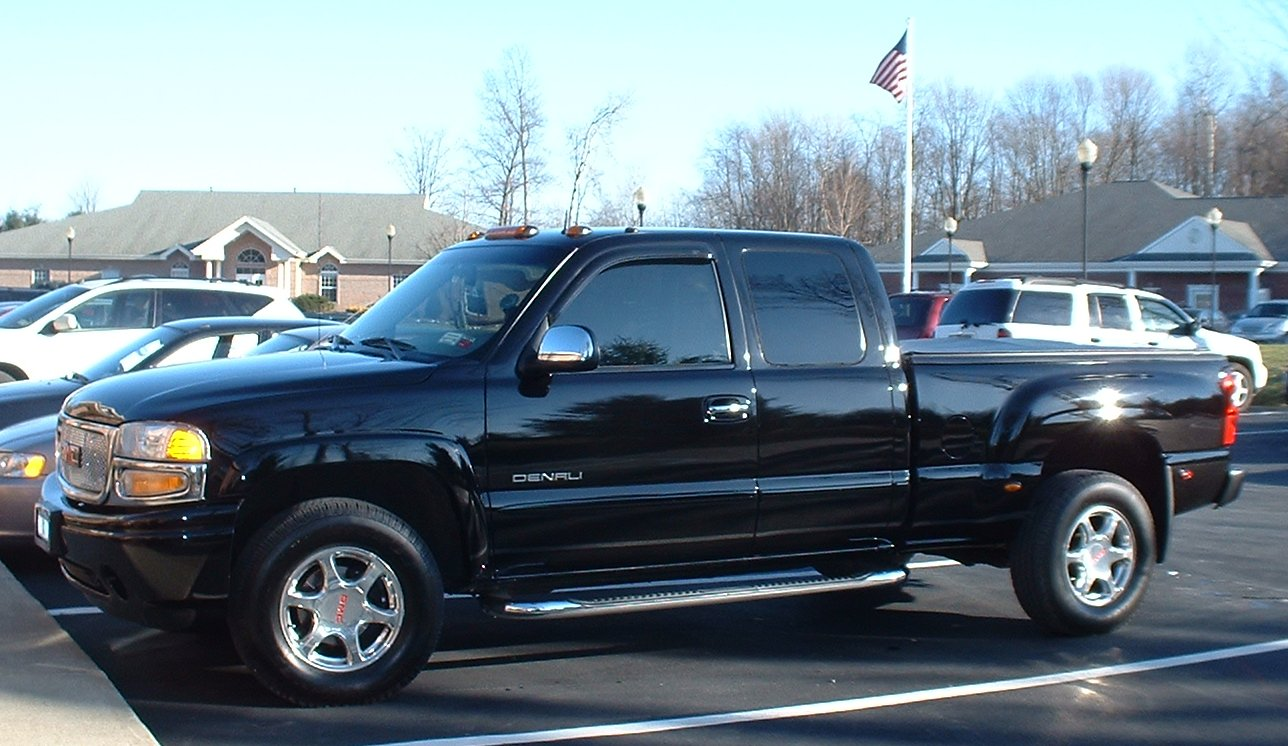
クワドラステアを装備したGMC・シエラデナリ
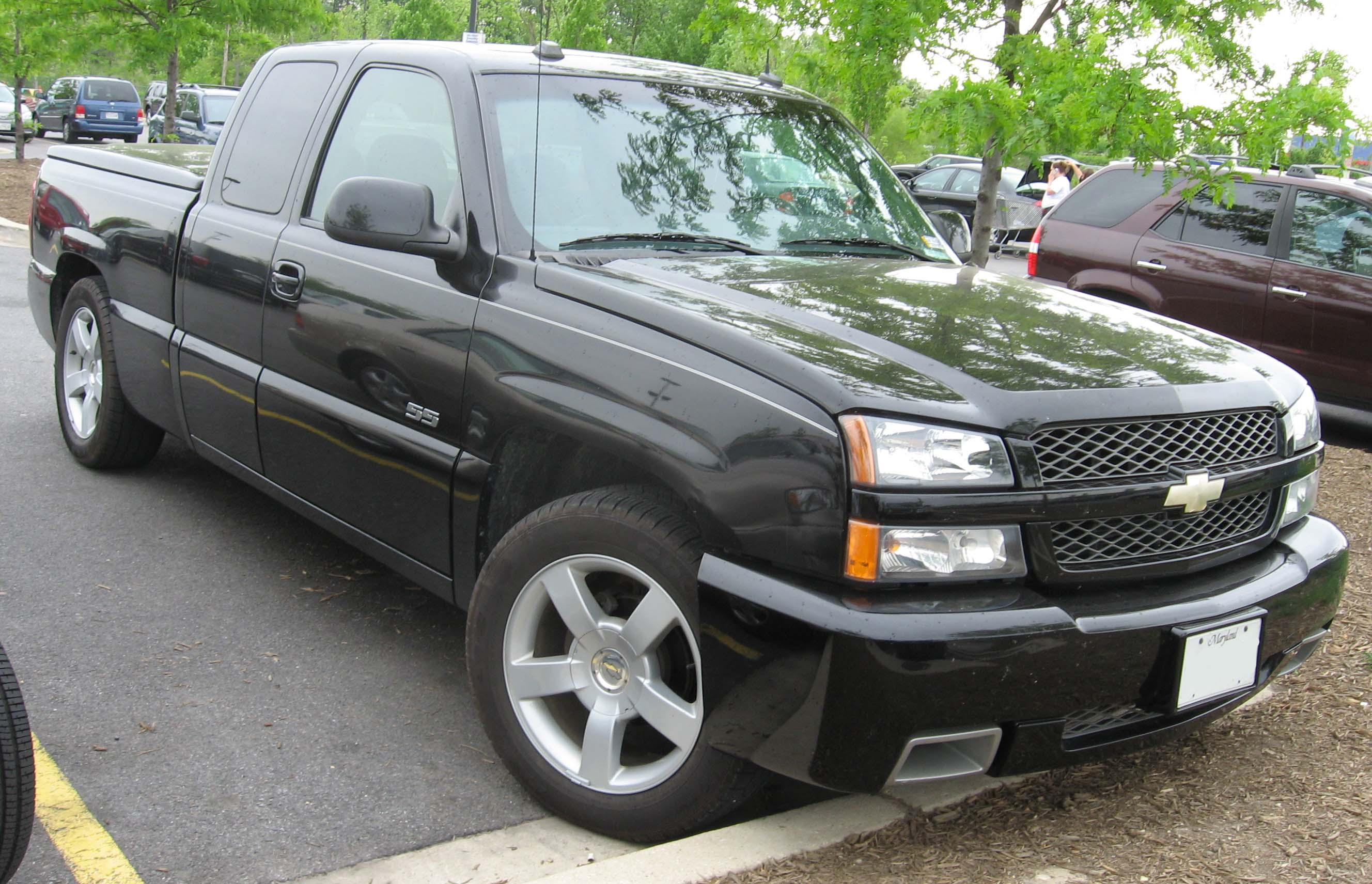
シボレー・シルバラードSS

### 2代目（2007年 - 2014年）
「This is our truck」のキャッチフレーズで登場。最近のアメリカ車の特徴に習って、再びC/K時代のような、角張ったスタイルに戻った。ライバルと比較して燃費が良い事を謳っていた。プラットフォームはGMT900系が採用されている。インパネは従来のイメージに近いピュア・ピックアップ・インテリアに加え、上級グレードにはSUVのタホと共通の乗用車ライクなインパネが与えられている。
2007年に、北米カー・オブ・ザ・イヤーのトラック部門を受賞。2008年8月には、長年一位を保ちつづけてきたフォード・Fシリーズを抜いて、全米販売台数一位に躍り出た。ガソリン価格が下落している事に加え、GMが購入者に対し多額の奨励金を出しているのが功を奏した。しかし、2009年にはフルモデルチェンジしたFシリーズに再び抜き返されている。
2008年には、GMのSUVで既に採用されている2モードハイブリッドシステムを搭載したモデルが2009年モデルとして販売開始された。これは、世界初のハイブリッドフルサイズピックアップトラックとなっており、現在フルサイズピックアップとしては最も燃費が良い。
なお、このモデルから、メキシコでは商用グレードをシルバラード(Silverado)、個人用の豪華装備が充実したグレード(LT、LTZなど)をシャイアン(Cheyenne)として販売している。

### モデル
GMC・シエラデナリ
2007年モデルのシエラデナリは他のデナリモデルと同様に共通のビレットグリルを備え、また07年モデルのSUVと共通のダッシュボードに改められた。当初0.5トンピックアップのみが用意され、403hp (301kW)の出力と417lb・ft (565 N・m)のトルクを発揮する6.2Lエンジンに6速トランスミッションを組み合わせられた。AWDもオプションで用意され、0-60mphを6.3秒で走る。

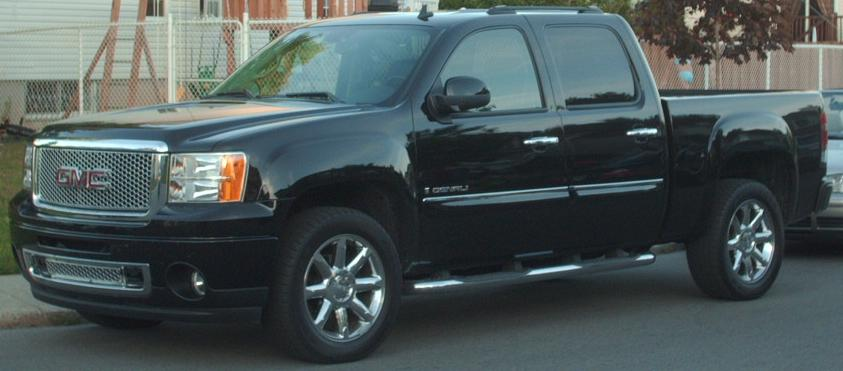
GMC・シエラデナリ2007年モデル

### 3代目（2014年 - 2019年）
2019年、発売。
2022年10月6日、2024年モデルを発表。フロントバンパーやフロントグリルを一新。ホイールのデザインも新しいものとなり、インテリアも新色と新しいステッチを用意。エンジンは従来モデル比で25％低速トルクを向上させた470馬力・最大トルク975lb-ftを発揮する6.6リッターV型8気筒ターボディーゼルエンジンと、6.6リッターV型8気筒ガソリンエンジンの2種類を設定する。トランスミッションは10速ATを新搭載。安全装備も強化し、車両とトレーラーにそれぞれ取付けられたカメラにより、トレーラー周囲まで確認することができるトレーラービューや、重いトレーラーの牽引を考慮した新しいACCを装備する。
また、グレード「デナリ」に「デナリ アルティメット」を新たに設定。最上級モデルとなるエクステリアは専用グリルと「ベイダー」クロームの専用エンブレムが設定。ハイグロスブラックの専用20インチアルミホイールを装着。北アメリカの最高峰デナリ山の地形をモチーフにしたフェンダーバッジなどが装着。インテリアはデナリ アルティメット専用の「アルパイン」アンバーインテリアとなっており、フルグレインレザーと濃い色味と独特のシボの入った「パルダオ」ウッドがはめられている。15インチのディスプレイやサンルーフが標準装備となるほか、オプションとしてスエードのルーフライニングや12スピーカーのBose製サウンドシステム、マッサージ付きフロントシートを用意する。

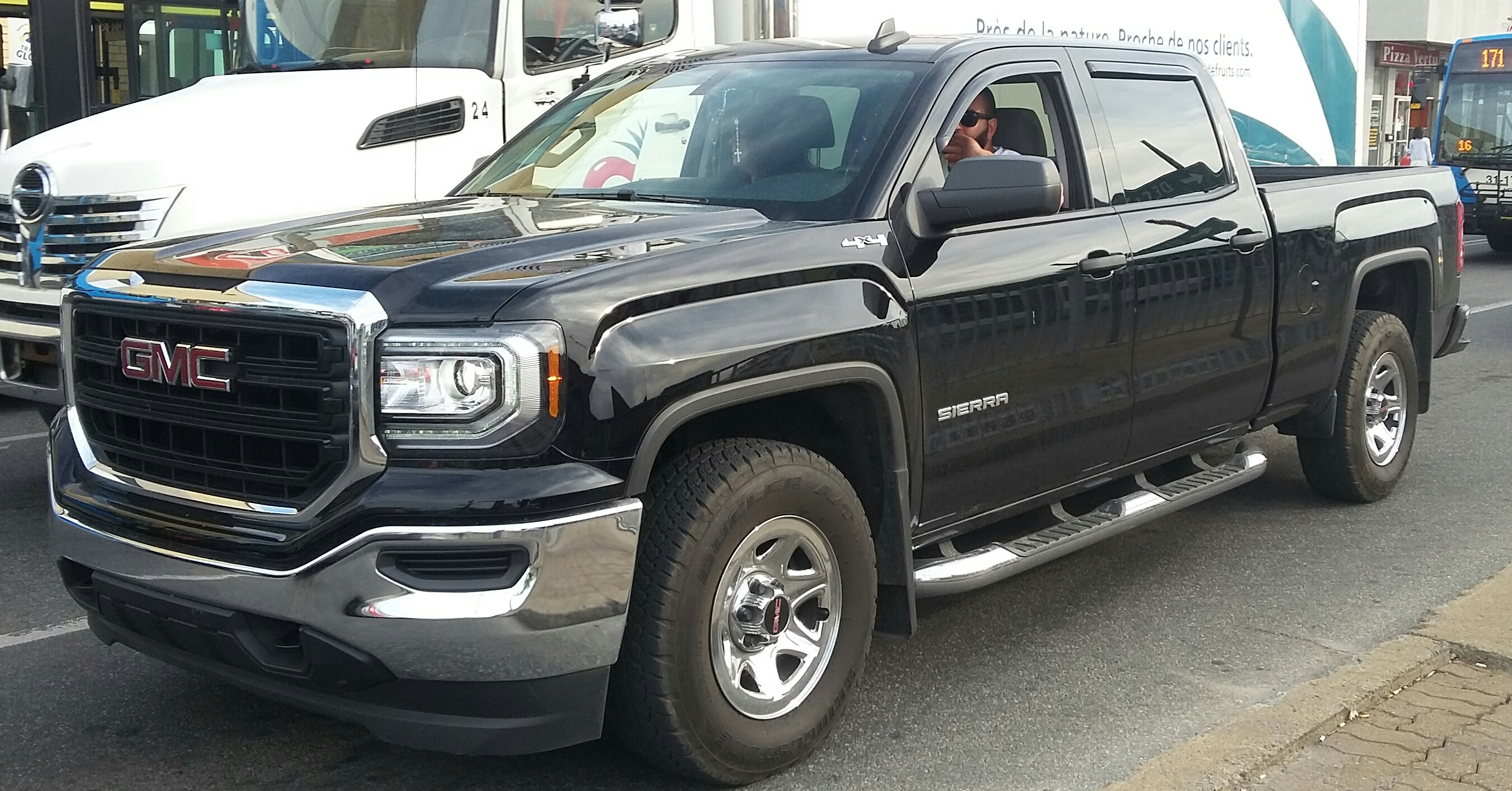
GMC・シエラ